# Monastero di Santa Lucia (Milano)
Il Monastero di Santa Lucia è stato un monastero benedettino femminile di Milano, attivo dal 1621 al 1776 e dipendente dalla Chiesa di San Nicolao.

## Storia
La comunità nacque nel 1614, quando Federico Borromeo trasferì un gruppo di monache orsoline da Porta Nuova a Porta Vercellina: dal 1621 decisero di vivere di clausura e passarono alla regola di San Benedetto.
Il monastero venne soppresso dal governo austriaco nel 1776.

## In letteratura
Le prime opere di Francesco Pertusati in italiano furono dei sonetti scherzosi sulla soppressione del monastero, intitolati Le monache in disordine e Le monache in gala: si pentì subito di quanto scritto e ritirò quasi tutte le copie stampate.